# Zimmerman Manufacturing Company

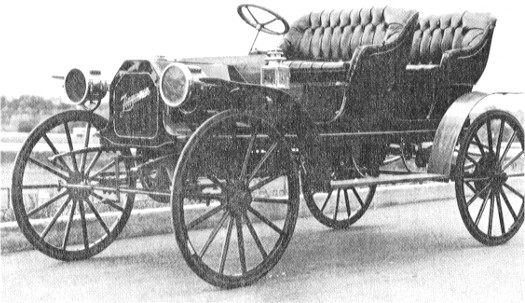
Zimmerman von 1909

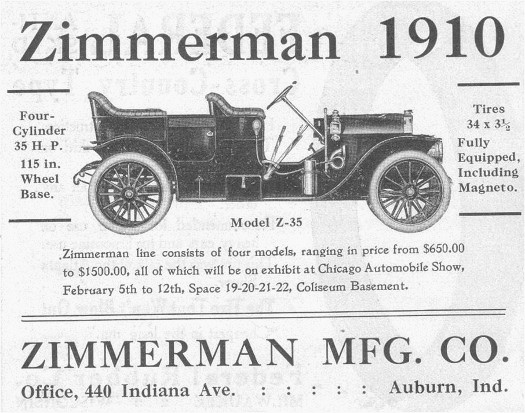
Zimmerman von 1910

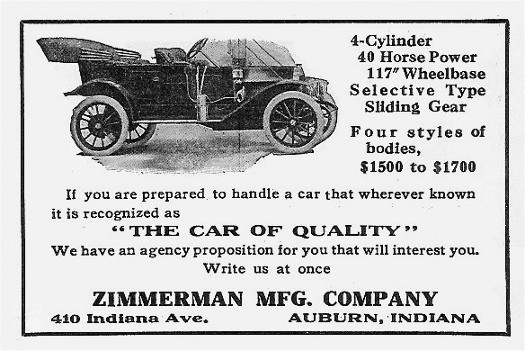
Zimmerman von 1911

Zimmerman Manufacturing Company war ein US-amerikanischer Hersteller von Fahrzeugen.

## Unternehmensgeschichte
Das Unternehmen wurde 1886 in Auburn in Indiana gegründet. Es stellte Kutschen her. 1907 wurde die Produktion von Automobilen angekündigt und ab 1908 durchgeführt. Der Markenname lautete Zimmerman. Zu der Zeit war Elias Zimmerman Präsident, Franklin T. Zimmerman Vizepräsident und John Zimmerman Sekretär und Schatzmeister. Ab 1910 stellte die Auburn Automobile Company Fahrzeuge für Zimmerman her. 1910 starb Franklin Zimmerman und 1914 Elias Zimmerman. John Zimmerman leitete nun das Unternehmen. 1915 endete die Produktion.
John Zimmerman gründete daraufhin die Union Automobile Company und nutzte das bisherige Werk.
Die De Soto Motor Car Company, die von 1912 bis 1914 existierte und von 1913 bis 1914 Fahrzeuge der Marke De Soto herstellte, gehörte zur Zimmerman Manufacturing Company.

## Fahrzeuge
Zunächst standen Highwheeler im Sortiment, Ungewöhnlich für diese Fahrzeugart war die Konstruktion mit Frontmotor. Ein Zweizylindermotor mit Luftkühlung trieb über eine Kette die Hinterachse an.
Von 1908 bis 1909 gab es das Model G und das Model H. Beide hatten einen Motor mit 14 PS Leistung, ein Fahrgestell mit 203 cm Radstand und einen Aufbau als Runabout mit zwei Sitzen. Das Model I war etwas größer. Der Motor war mit 16/18 PS angegeben. Der Radstand betrug 241 cm. Die Karosserieform Surrey bot Platz für vier Personen.
1910 blieben Model H und Model I im Sortiment. Der Motor war einheitlich mit 16 PS angegeben. Das Model 35 war moderner und niedriger. Es hatte einen Vierzylindermotor mit 35 PS Leistung. Der Radstand maß 292 cm. Karosseriert waren die Fahrzeuge als offene Tourenwagen mit fünf Sitzen.
1911 standen drei Modelle im Sortiment. Das Model E als zweisitziger Roadster entsprach dem bisherigen Model H. Das Model L hatte bis auf den 20-PS-Motor die gleichen Daten wie das Model I. Das Model Z löste das Model 35 ab. Es war als Tonneau, Tourenwagen mit vorderen Türen, Torpedo und Roadster erhältlich.
1912 wurde nur das Model Z etwas verändert. Die Motorleistung war auf 40 PS und der Radstand geringfügig auf 295 cm verlängert worden. Tonneau und Torpedo entfielen.
Zwischen 1913 und 1914 gab es das Model D als kleinstes Fahrzeug. Es hatte die Daten des Model E vom Vorjahr. Allerdings war der Neupreis von 675 auf 1450 US-Dollar erhöht worden, was bedeuten könnte, dass es eine modernere Neukonstruktion war. Aus dem bisherigen Model Z wurde das Model Z-40. Einziger Aufbau war ein Tourenwagen mit fünf Sitzen. Neu war das Model 6-46. Es hatte einen Sechszylindermotor mit 44 PS Leistung. Der Radstand betrug 325 cm. Erhältlich waren Tourenwagen mit fünf Sitzen und Roadster mit zwei Sitzen.
1915 gab es nur das Model Z-6. Der Sechszylindermotor war mit 38 PS angegeben. Der Radstand maß 335 cm. Der Tourenwagen bot Platz für fünf Personen.

## Modellübersicht
| Jahr      | Modell     | Zylinder | Leistung (PS) | Radstand (cm) | Aufbau                                            |
| --------- | ---------- | -------- | ------------- | ------------- | ------------------------------------------------- |
| 1908–1909 | Model G    | 2        | 14            | 203           | Runabout 2-sitzig                                 |
| 1908–1909 | Model H    | 2        | 14            | 203           | Runabout 2-sitzig                                 |
| 1908–1909 | Model I    | 2        | 16/18         | 241           | Surrey 4-sitzig                                   |
| 1910      | Model H    | 2        | 16            | 203           | Runabout 2-sitzig                                 |
| 1910      | Model I    | 2        | 16            | 241           | Surrey 4-sitzig                                   |
| 1910      | Model 35   | 4        | 35            | 292           | Tourenwagen 5-sitzig                              |
| 1911      | Model E    | 2        | 16            | 203           | Roadster 2-sitzig                                 |
| 1911      | Model L    | 2        | 20            | 241           | Surrey 4-sitzig                                   |
| 1911      | Model Z    | 4        | 35            | 292           | Tonneau, Fore-Door Tourenwagen, Torpedo, Roadster |
| 1912      | Model E    | 2        | 16            | 203           | Roadster 2-sitzig                                 |
| 1912      | Model L    | 2        | 20            | 241           | Surrey 4-sitzig                                   |
| 1912      | Model Z    | 4        | 40            | 295           | Fore-Door Tourenwagen, Roadster                   |
| 1913–1914 | Model D    | 2        | 16            | 203           | Roadster 2-sitzig                                 |
| 1913–1914 | Model Z-40 | 4        | 40            | 295           | Tourenwagen 5-sitzig                              |
| 1913–1914 | Model 6-46 | 6        | 44            | 325           | Tourenwagen 5-sitzig, Roadster 2-sitzig           |
| 1915      | Model Z-6  | 6        | 38            | 335           | Tourenwagen 5-sitzig                              |